# 邯新片
邯新片是晋语的八个片之一，以邯郸话和新乡话为代表。使用于中国大陆山西省与河南省，河北省交界的邯郸市、晋城市、新乡市、焦作市、济源市、安阳市、鹤壁市等地的太行山区，属于晋语与冀鲁官话，中原官话的过渡方言，特点是：
- 平聲分陰陽
- 阴入字保留入声读法，阳入字舒化歸入陽平（阳城例外）。